# Adontorhina keegani
Adontorhina keegani is een tweekleppigensoort uit de familie van de Thyasiridae. De wetenschappelijke naam van de soort is voor het eerst geldig gepubliceerd in 2007 door Barry & McCormack.